# Японска кухня
Японската кухня обхваща регионалните и традиционните храни на Япония, които се развиват през вековете на социални и икономически промени. Традиционната кухня на Япония (和 食) се основава на ориз с мисо супа и други ястия; има акцент върху сезонните съставки. Ястията често се състоят от риба, кисели краставички и зеленчуци, приготвени в бульон. Морските храни са често срещани, обикновено на скара, но също така сервират сурово като сашими или суши. Морските храни и зеленчуците са пържени в масло, като темпурата. Освен ориз, включват юфка, като soba и udon. Япония също има много ситни ястия като рибни продукти в бульон, наречен Oden, или говеждо месо в sukiyaki и nikujaga.
Ястия, вдъхновени от чужда храна – по-специално китайска храна като рамен, пържени кнедли и гьоза, както и храни като спагети, къри и хамбургери, са приети във варианти за японски вкусове и съставки. Исторически, японците избягват месото, но с модернизацията на Япония през 1880 г., месни ястия като тонкасу и якинику са станали често срещани. Японската кухня, особено суши, е станала популярна в целия свят.